# Château de la Barre (Férolles-Attilly)
 (avril 2016).
Si vous disposez d'ouvrages ou d'articles de référence ou si vous connaissez des sites web de qualité traitant du thème abordé ici, merci de compléter l'article en donnant les références utiles à sa vérifiabilité et en les liant à la section « Notes et références ».
Pour les articles homonymes, voir Château de la Barre.
Le château de la Barre est un château bâti à Férolles-Attilly, dans le département de Seine-et-Marne, en Île-de-France, en France. Son parc est traversé par la rivière le Réveillon, qui est un affluent de l'Yerres. 

## Historique
Le château de la Barre a été construit au XVIIe siècle.
C'est en 1615 que Fabien Simon secrétaire du Roy déclare tenir le fief de la Barre. La terre passe ensuite à la famille Lyonnes de Servon. Le 31 juillet 1638, Antoine Lefebvre de la Barre (conseiller au parlement de Paris et prévôt des marchands de Paris de 1650 à 1654) achète le château à Jean de Lyonnes. Issu de la famille du même nom, François-Jean Lefebvre de La Barre, Chevalier de La Barre (protagoniste de l'affaire La Barre) naquit au château en 1745. 
L'affaire La Barre restera célèbre car cet arrière-petit-fils de Joseph-Antoine Le Febvre de La Barre, à peine âgé de 19 ans, va périr décapité sur l'échafaud, à Abbeville, accusé d'avoir mutilé un crucifix en 1766, d'être resté couvert lors d'une procession de Capucins, de s'être moqué des catholiques. 
Le jeune supplicié sera défendu par Voltaire après sa mort, le philosophe accusera les autorités religieuses, de fanatisme, en ce siècle des Lumières.
Jean-Denis Lanjuinais, qui est membre de la Convention, résidera au château de la Barre. Par la suite, le château sera reconstruit, à la fin du XIXe siècle, dans le style du XVIIe siècle.